# San Marco (Venecia)

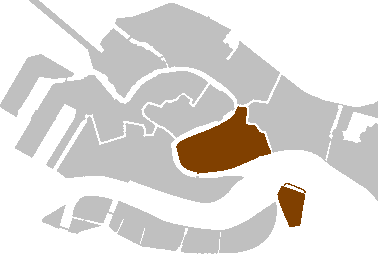
Sestiere de San Marco dentro de Venecia.

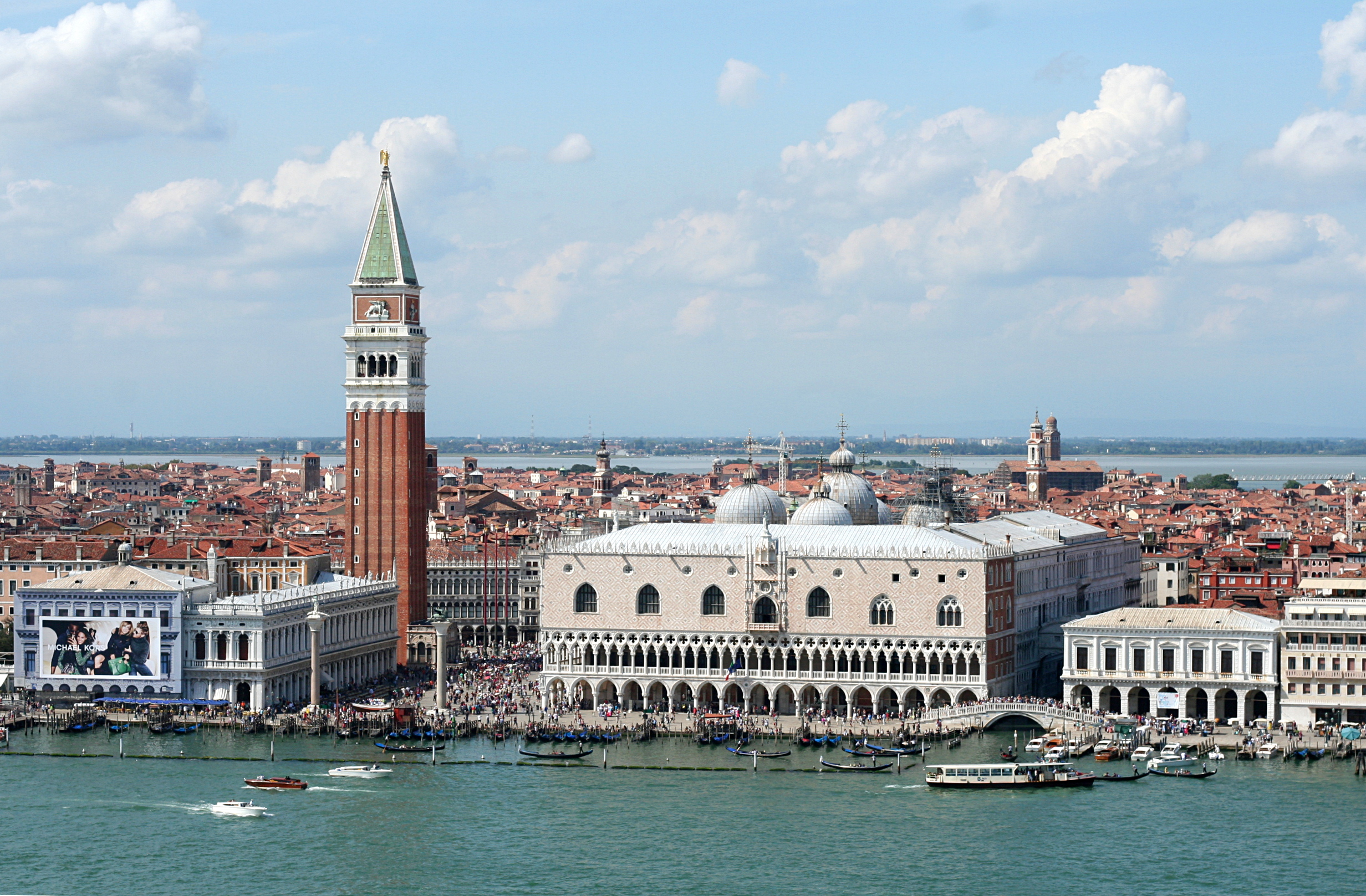
San Marco visto desde el campanario de la Basílica de San Giorgio Maggiore.

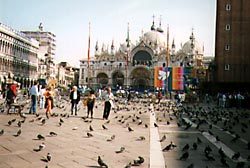
Plaza de San Marcos.

San Marco es uno de los seis sestieri de Venecia, y queda en el corazón de la ciudad. San Marco también incluye la isla de San Giorgio Maggiore. Aunque el distrito incluye la plaza de San Marcos, que nunca fue administrada como parte del sestiere.
El 12 de diciembre del 2007 el sestiere contaba con 4.236 habitantes.
El pequeño distrito incluye muchos de los lugares más famosos de Venecia, entre ellos la Basílica de San Marcos, el Palacio Ducal, Harry's Bar, el Palacio Dandolo, el teatro de La Fenice, el Palacio Grassi, el Palacio Bellavite, el Palacio Fortuny y las iglesias de San Beneto, San Fantin, Santa Maria del Giglio, San Maurizio, San Moisè, Santo Stefano, San Salvador, San Zulian y San Samuele.
La zona está densamente construida y era el lugar donde se encontraba el gobierno de Venecia. Ahora está densamente ocupada por los turistas y hay muchos hoteles, bancos y caras tiendas de comercio minorista.
San Marco es también el lugar de los videojuegos Tekken, Assassin's Creed II y Venetica.